# جان کریس جونز
جان کریستوفر جونز (به انگلیسی: John Christopher Jones) یا جان کریس جونز (به انگلیسی: John Chris Jones)؛ (زادهٔ ۱ ژانویهٔ ۱۹۲۷ میلادی) یک طراح ولزی است.

## زندگی‌نامه
او در سال ۱۹۲۷ میلادی در آبریستویث، ولز به دنیا آمد. او در دانشگاه کمبریج در رشتهٔ مهندسی تحصیل کرد و برای ای‌ای‌آی در منچستر، انگلستان مشغول به کار شد. کتاب «روش‌های طراحی» او در سال ۱۹۷۰ میلادی به عنوان یک متن قابل توجه در طراحی محسوب می‌شود.
جونز با همکاری مهندسان، از ارگونومی و در نظر گرفتن مسائل کاربر-محور حمایت می‌کرد، که بخشی از مهارت‌ها و نگرش‌های مهندسی در آن زمان نبود. زمانی که نتایج مطالعات ارگونومیک او در مورد رفتار کاربر توسط طراحان شرکت مورد استفاده قرار نگرفت، جونز شروع به مطالعهٔ فرایند طراحی مورد استفاده کرد. جونز همچنین از سطحی بودن طراحی صنعتی در آن زمان ناامید بود و درگیر اصول ارگونومیک بود.
روش‌های طراحی به عنوان حوزه‌ای برای شناسایی و تشخیص مسائلی چون:
- ناتوانی در ایجاد تعادل میان نیازهای فردی، گروهی، اجتماعی و زیست‌محیطی؛
- فقدان هدف، نظم و مقیاس انسانی؛
- شکست زیبایی‌شناسی و عملکرد در سازگاری با محیط‌های فیزیکی و اجتماعی محلی؛
- توسعهٔ مواد و اجزای استاندارد شده که برای استفاده در هر کاربرد خاص مناسب نیستند؛
- ساخت مصنوعاتی که مردم دوست نداشتند.

و ایجاد رویکردهای جدید سیستماتیک و علمی طراحی در جهت راه‌حل‌های خلاقانه برای مسائل است.

جونز در واقع به طراحی آنطور که در حال حاضر تصور می‌شد توجه نمی‌کرد. او یک فلسفهٔ کاملاً بدیع از طراحی را مطرح کرد — فلسفه‌ای که نکات، مقاصد و اهداف طراحی را زیر سؤال می‌برد. او یکی از دلایلی که بر روی روش‌های طراحی تمرکز کرده‌است، را بیان می‌کند:
«... می‌بینید، این روش دیگری برای انجام طراحی نیست، این راهی برای انجام کاری است که طراحان اصلاً انجام نمی‌دهند.»
در پایان دههٔ ۱۹۵۰ او مقاله‌ای با عنوان «روش طراحی سیستماتیک» منتشر کرد که در آن راه‌هایی برای ادغام داده‌های ارگونومیک در فرایند طراحی مهندسی بیان می‌کرد. ایده‌های نوظهور او دربارهٔ روش‌های طراحی، ادغام عقلانیت و شهود بود — یک موضوع مشترک در رسمی‌سازی روش‌های طراحی و نحوهٔ تفسیر آن توسط گروه‌های دیگر است. در سال ۱۹۶۲ میلادی او یکی از محرکان کنفرانس تأثیرگذار در مورد روش‌های طراحی بود که منجر به تشکیل انجمن تحقیقات طراحی شد که جونز در سال‌های ۱۹۷۳–۱۹۷۱ میلادی رئیس آن بود. در سال ۲۰۰۴ میلادی جایزهٔ یک عمر دستاورد انجمن به او اهدا شد.

جونز همچنین متوجه شد که طراحان باید از تمرکز بر بیان و شیوه‌های تولید خارج شوند و شروع به پرداختن به تعریف مشکلی کنند که باید حل شود. او اظهار نظر کرد که:
«وظیفهٔ آینده یک طراح این است که به ایده‌های جدید جوهره بخشد و در عین حال پایه‌های فیزیکی و سازمانی ایده‌های قدیمی را از بین ببرد. در این شرایط، فکر کردن به طراحی به عنوان ارضای نیازهای موجود بی‌معنی است. نیازهای جدید رشد می‌کنند و نیازهای قدیمی. پوسیدگی…»
جونز از سال ۱۹۷۰ تا ۱۹۷۴ میلادی اولین استاد طراحی در دانشگاه آزاد بود.

## کتاب‌ها
- «روش‌های طراحی: بذرهای آیندهٔ انسان»، جونز، جان کریستوفر، ناشر: جان وایلی و پسران، چیچستر، ۱۹۷۰ میلادی. (ویرایش دوم، جان وایلی و پسران، ۱۹۹۲ میلادی).
- «مقالاتی در طراحی»، جونز، جان کریستوفر، ناشر: جان وایلی و پسران، چیچستر، ۱۹۸۴ میلادی.
- «طراحی طراحی»، جونز، جان کریستوفر، انتشارات طراحی معماری و فن‌آوری، لندن، ۱۹۹۱ میلادی.
- «اینترنت و همه»، جونز، جان کریستوفر، ناشر: الیپسیس، لندن، ۲۰۰۰ میلادی.